# MitoNEET
 (juin 2016).

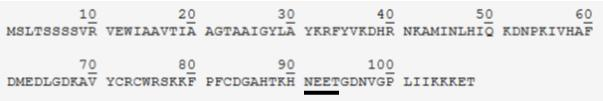
Figure 1 : Séquence en acides aminés de Homo sapiens mitoNEET.

MitoNEET est une protéine à centre Fe-S ancrée dans la membrane externe de la mitochondrie. La fonction de cette protéine est encore très mal définie.

## Description
MitoNEET a été identifiée en 2004 comme une nouvelle cible potentielle de l’antidiabétique pioglitazone. Depuis cette interaction a été remise en cause. Elle doit son nom de sa localisation à la mitochondrie et d’une séquence en acides aminés particulière à son extrémité C-terminale (Asparagine/Asn/N – Glutamate/Glu/E-Glutamate/Glu/E-Thréonine/Thr/T) (figure 1).
MitoNEET est un dimère ancré à la membrane externe mitochondriale par son extrémité N-terminale. Elle possède un centre [2Fe-2S] par monomère, situé dans le cytosol. Chaque centre [2Fe-2S] est coordonné par trois cystéines (C72, C74 et C83) et une histidine (H87). Cette coordination atypique rend son centre Fe-S relativement labile (figure 2).

## Structure cristallographique

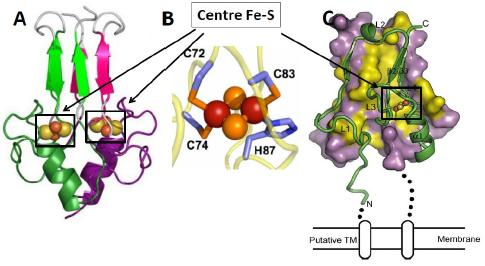
Figure 2 : Structure cristallographique de mitoNEET et modèle montrant son ancrage à la membrane mitochondriale. A – Structure cristallographique de la forme soluble mitoNEET (acides aminés 33 à 108). B – Coordination du centre Fe-S par les acides aminés de la protéine. C –Modèle de mitoNEET montrant l’ancrage de la protéine à la membrane mitochondriale.

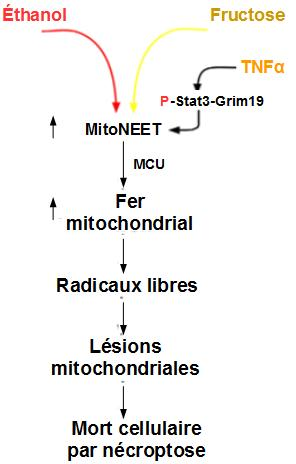
Figure 3 : Le fructose et l'éthanol sont métabolisés principalement dans le foie.

Plusieurs fonctions potentielles de mitoNEET ont été proposées à ce jour. Selon les différentes équipes travaillant sur le sujet, mitoNEET pourrait être impliquée dans la régulation du transport d’électrons et des phosphorylations oxydatives4, serait un senseur du stress oxydatif et du NADPH, jouerait un rôle dans la croissance des cellules cancéreuses dans le cancer du sein (figures 3, 4 et 5), et pour finir, permettrait le stockage de triglycérides dans le tissu adipeux menant à l’obésité (figure 6). Récemment une autre fonction a été postulée : mitoNEET pourrait être impliquée dans la réparation du centre Fe-S de l’aconitase cytosolique à la suite de sa perte après un stress oxydatif (apo-aconitase ou IRP1). Cette réparation du centre Fe-S de l’aconitase (centre 4Fe-4S) se ferait par transfert du centre 2Fe-2S de mitoNEET vers IRP1 (figure 7).
Le fructose et l'éthanol sont métabolisés principalement dans le foie. Le traitement par TNFα induit la translocation d'un complexe Stat3-Grim-19 à la mitochondrie, qui se lie à mitoNEET et favorise la libération rapide de son centre 2Fe-2S, ce qui provoque une accumulation du fer mitochondrial. L'augmentation spectaculaire du fer mitochondrial provoque une forte augmentation dans la formation d'espèces réactives de l'oxygène, ce qui entraîne des lésions mitochondriales et la mort cellulaire (notamment par nécroptose).

## Croissance tumorale

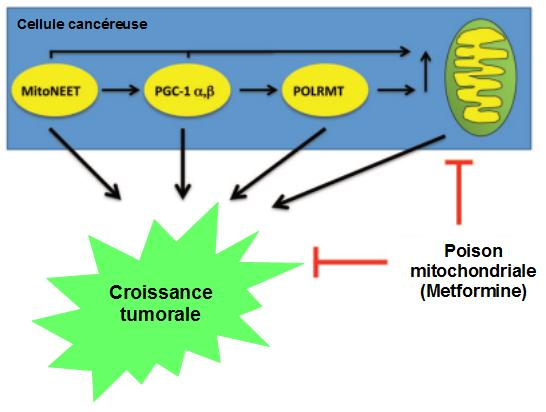
Figure 4 : action sur la croissance tumorale.

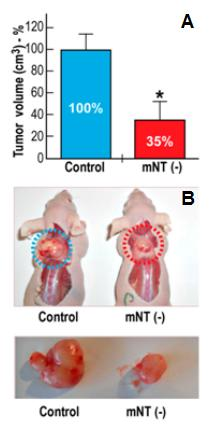
Figure 5 : MitoNEET est requise pour la croissance tumorale.

MitoNEET, PGC-1 (notamment les isoformes α et β) et POLRMT induisent tous la biogenèse mitochondriale et promeuvent efficacement la croissance tumorale, lorsqu'elle est exprimée dans les cellules cancéreuses. Ainsi, l'utilisation thérapeutique des inhibiteurs mitochondriaux ou « poisons » (tels que la metformine) va inhiber la croissance tumorale. Surtout, de nombreuses études cliniques ont montré que la metformine (un inhibiteur du complexe I mitochondrial) empêche l'apparition de presque tous les types de cancers humains chez les patients diabétiques.
MitoNEET est requise pour la croissance tumorale. Les cellules du cancer du sein avec ou sans expression de mitoNEET (mNT -/-) ont été injectées par voie sous-cutanée dans le dos de souris et la croissance tumorale a été contrôlée au fil du temps. (A) Réduction du volume tumoral moyen exprimé en pourcentage du témoin dans les cellules mNT -/-. (B) Images de tumeurs représentatives de chaque groupe obtenues à la fin de l'expérience.

## Implication intracellulaire

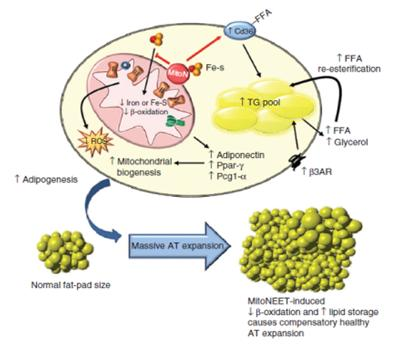
Figure 6 : Représentation schématique de l'implication intracellulaire de mitoNEET dans la physiologie de l’adipocyte en fonction de sa capacité à manipuler la fonction mitochondriale.

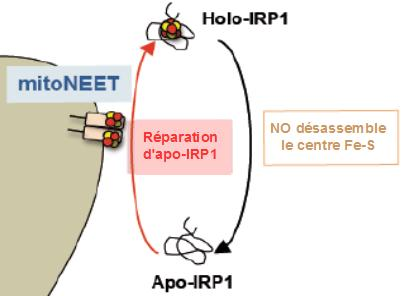
Figure 7 : L’aconitase cytosolique (ou Holo-IRP1) perd son centre Fe-S à la suite d'un stress NO qui devient apo-IRP1.

Il y a des conséquences métaboliques systémiques résultant d'une perturbation mitochondriale induite par la protéine mitoNEET. La protéine mitoNEET affecte la teneur en fer mitochondrial, qui peut contribuer à la baisse de la β-oxydation et améliore l'absorption des acides gras par la signalisation par le récepteur CD36. La fonction mitochondriale compromise déclenche donc une régulation positive compensatoire de l'adipogenèse, de la signalisation adrénergique par le récepteur adrénergique β-3 et la biogenèse mitochondriale. La diminution cellulaire dans l'activité mitochondriale améliore l’influx des lipides dans la cellule.  L'incapacité à utiliser ces lipides efficacement dans les mitochondries augmente les substrats dans les groupements de triglycéride (TG). Par conséquent, les taux β-oxydation faibles, l'activité PPAR-γ élevé et les taux d'adiponectine augmentés sont accompagnés par le stockage des lipides en excès dans le tissu adipeux (AT) en expansion.
L’aconitase cytosolique (ou Holo-IRP1) perd son centre Fe-S à la suite d'un stress NO qui devient apo-IRP1. MitoNEET qui est localisée sur la membrane externe mitochondriale transfère son centre Fe-S à l’apo-IRP1 qui est réactivé en aconitase cytosolique,,,,,,,,,,,,,.